# Giovanni Di Cristo
Giovanni Di Cristo (Torre del Greco, 1º agosto 1986) è un judoka italiano.

## Carriera
A soli sei anni inizia a praticare la disciplina del judo all'Olimpic Center di Torre del Greco (NA) condotta dal maestro Sandro Piccirillo. I primi successi arrivano nella categoria esordienti nel 2000 e cadetti nel 2002 dove conquista il titolo italiano nei 55 kg e 66 kg.
Entra quindi a far parte del giro della nazionale giovanile e negli anni successivi conquista due medaglie di bronzo ai campionati italiani juniores 2004 e 2005; lo stesso anno si aggiudica ad Ostia la coppa Italia ju/se.
Il 2007 risulta essere un anno importante per Di Cristo anche a livello internazionale; infatti il judoka conquista prima la medaglia di bronzo ai campionati italiani under 23, si aggiudica a Monza il campionato italiano assoluto ed infine vince il 24 novembre 2007 la medaglia d'oro ai campionati europei under 23 a Salisburgo.
Inizia il 2008 con l'ingresso nel gruppo sportivo delle Fiamme Gialle di Roma e il 26 aprile al campionato italiano assoluto disputatosi a Genova vince sette incontri conquistando una meritatissima medaglia d’oro.
Nello stesso anno al Campionato europeo under-23 di Zagabria ha ceduto soltanto al golden score contro il russo Isaev classificandosi al 2º posto.
Ad inizio luglio 2009 vince la medaglia d'oro ai XVI Giochi del Mediterraneo di Pescara.
Dopo un periodo non proprio positivo, nell'aprile 2012 Di Cristo si classifica 5º ai Campionati europei, non riuscendo per una manciata di punti a qualificarsi per i Giochi Olimpici di Londra 2012.

## Vita Privata
A partire da dicembre del 2020, Giovanni Di Cristo prende la guida della redazione di Italiajudo, una testata giornalistica nazionale specializzata sul mondo del judo, nel ruolo di condirettore.